# أنكاثيا (إماثيا)
أنكاثيا (Αγκαθιά) هي مدينة في إيماثيا في مقاطعة فوريا إلادا في اليونان. يبلغ عدد سكانها حوالي 1265   نسمة.